# Arisaema agasthyanum
Arisaema agasthyanum är en kallaväxtart som beskrevs av M. Sivadasan och Sath.Kumar. Arisaema agasthyanum ingår i släktet Arisaema och familjen kallaväxter. Inga underarter finns listade.